# Ивахнов, Матвей Андреевич
Матвей Андреевич Ивахно́в (род. 21 июля 2003, Волжский, Волгоградская область) — российский футболист, нападающий «Мурома».

## Биография

### Начало карьеры
Начал заниматься футболом в Волгограде. Затем вместе с родителями переехал в Москву. Играл за команды академий «Локомотива» и «Динамо». В сезоне-2020/21 играл за команды «Динамо» в М-лиге (14 матчей, 3 гола) и ЮФЛ, стал лучшим бомбардиром последней с 19 забитыми мячами, после чего попал в сферу интересов клуба «Красава», который заявлялся в ФНЛ-2.

### Ситуация с контрактом в Латвии
Контракт с «Динамо» завершался, и летом 2021 года, подписав агентское соглашение с Марко Трабукки и его коллегой Тимуром Гурцкая, Ивахнов намеревался перебраться в один из клубов итальянской Серии C, но до закрытия трансферного окна варианта не нашлось из-за неготовности документов, и Ивахнову был предложено до зимы выступать за клуб второго по уровню латвийского дивизиона «Супер Нова», где он отыграл оставшуюся часть сезона, по итогам которого команда вышла в высшую лигу (первенство 2021 года было досрочно прекращено из-за COVID-ограничений, и после срока в 16 недель клубу 4-й категории, коим являлся «Супер Нова», не нужно было платить компенсацию за подготовку игрока).
В следующее, зимнее, трансферное окно снова не получилось перебраться в Италию, и Ивахнов отказался оставаться в Латвии, присоединившись к клубу «Красава» после двух проведённых сборов с командой. В то же время выяснилось, что до перехода в российский клуб Ивахновым был подписал контракт с клубом высшей латвийской лиги «Спартак» (Юрмала), однако после обращения «Красавы» в начале марта в ФИФА, регистрация игрока была разрешена, на следующий день, 18 марта, такое же решение вынес соответствующий комитет РФС (при этом, на сайте РФС подобная информация отсутствует). Владелец «Красавы» Евгений Савин снял ролик на своём YouTube-канале «Как работает агентский бизнес» с участием игрока и его родителей, в котором говорилось о том, что подписи в контракте со «Спартаком» были подделаны в результате сговора агентов и представителей юрмальского клуба. В ответ на обвинения в ФК «Спартак» (Юрмала) обратились в Палату по разрешению споров ФИФА, и международным органом было вынесено решение в пользу юрмальцев, обязующее Савина выплатить штраф за игрока, так как он не имел права заключать контракт с ФК «Красава». Тем не менее, играл за «Красаву» во второй части первенства ФНЛ-2 2021/22.

### Переход в РПЛ
Перед началом сезона-2022/23 подписал контракт с вышедшим в российскую премьер-лигу воронежским «Факелом». 9 июля отметился забитым мячом на 89-й минуте, который принёс победу «Факелу» в контрольном матче с московским «Торпедо» (2:1). В официальном матче дебютировал за воронежскую команду 24 июля в гостевом матче 2-го тура чемпионата против «Ахмата», выйдя на замену на 79-й минуте вместо Хызыра Аппаева.
18 марта 2023 года отметился первым голом на высшем уровне, забив в матче РПЛ против «Сочи».
В декабре 2023 года был арендован саратовским «Соколом», выступающим в Первой лиге. С июля 2024 года в аренде в ивановском «Текстильщике». В первом же официальном матче за красно-черных отметился забитым голом в ворота «Челябинска» в рамках стартового тура в «золотой группе» второй лиги.

### Вне профессионального футбола
Некоторое время, с 6 лет, снимался в кино (в частности, в эпизодической роли сериала «Счастливы вместе»), был зарегистрирован на портале юных моделей (представителем была мама Инна).
Между профессиональными контрактами играл в медиафутбол за «Амкал» и 2DROTS.

## Статистика
| Выступление      | Выступление      | Выступление      | Лига | Лига | Кубки | Кубки | Итого | Итого |
| Клуб             | Лига             | Сезон            | Игры | Голы | Игры  | Голы  | Игры  | Голы  |
| ---------------- | ---------------- | ---------------- | ---- | ---- | ----- | ----- | ----- | ----- |
| Супер Нова       | Первая лига      | 2021             | 4    | 1    | —     | —     | 4     | 1     |
| Супер Нова       | Итого            | Итого            | 4    | 1    | —     | —     | 4     | 1     |
| Красава          | ФНЛ-2            | 2021/22          | 11   | 1    | —     | —     | 11    | 1     |
| Красава          | Итого            | Итого            | 11   | 1    | —     | —     | 11    | 1     |
| Факел            | Премьер-лига     | 2022/23          | 10   | 1    | 6     | 0     | 16    | 1     |
| Факел            | Премьер-лига     | 2023/24          | 2    | 0    | 4     | 0     | 6     | 0     |
| Факел            | Итого            | Итого            | 12   | 1    | 10    | 0     | 22    | 1     |
| Всего за карьеру | Всего за карьеру | Всего за карьеру | 27   | 3    | 10    | 0     | 37    | 3     |

1. ↑  В графу «Кубки» входят игры и голы в национальных кубках, кубках лиги и суперкубках.

## Достижения
«Динамо» (Москва)
- Лучший бомбардир ЮФЛ: 2020/21 (19 мячей)